# حسین تبریزی
حسین تبریزی کارگردان و فیلم‌نامه‌نویس اهل ایران  هست.

## زندگی‌نامه
حسین تبریزی ۱ شهریور ۱۳۴۹ در تهران متولد شد. او فیلمسازی را از اوایل دهه ۷۰ در سن ۲۱ سالگی با کارگردانی فیلم ۱۶ میلی‌متری «روز مریم» آغاز کرد.
وی فارغ‌التحصیل فیلم‌سازی از انجمن سینمای جوان و مرکز اسلامی آموزش فیلمسازی است و فیلم‌نامه‌نویسی را از کارگاه فیلم‌نامه‌نویسی حوزه هنری فرا گرفته‌است.

## آثار
از جمله آثار حسین تبریزی در جایگاه کارگردان به موارد زیر می‌توان اشاره کرد:
- فیلم تلویزیونی «بر بلندای شفق» ۱۳۷۴[۲]
- فیلم تلویزیونی «مقبره نحس» ۱۳۸۴[۳]
- فیلم تلویزیونی «دربست تا بهشت» ۱۳۸۶[۴]
- سریال تلویزیونی «جاده در دست تعمیر» ۱۳۸۷[۵]
- فیلم تلویزیونی «هفت سین» ۱۳۸۷[۶]
- فیلم تلویزیونی «چراغ خاموش چراغ روشن» ۱۳۸۷[۷]
- فیلم تلویزیونی «ردپایی در بزرگراه» ۱۳۸۷[۸]
- فیلم تلویزیونی «صفر مرزی» ۱۳۸۸[۹]
- فیلم تلویزیونی «جویندگان صندوقچه گمشده» ۱۳۸۸[۱۰]
- سریال تلویزیونی «تا رهایی» ۱۳۸۸[۱۱]
- فیلم تلویزیونی «سجده عشق» ۱۳۸۸[۱۲]
- فیلم تلویزیونی «شب‌های خرمشهر» ۱۳۸۸[۱۳]
- فیلم تلویزیونی «کوچه هفتم» ۱۳۸۹[۱۴]
- سریال تلویزیونی «قسم» ۱۳۸۹[۱۵]
- فیلم تلویزیونی «صبح تنهایی» ۱۳۸۹[۱۶]
- فیلم تلویزیونی «شاه کلید» ۱۳۸۹[۱۷]
- فیلم تلویزیونی «سوگند» ۱۳۸۹[۱۸]
- فیلم تلویزیونی «جهنم دات کام» ۱۳۹۰[۱۹]
- فیلم تلویزیونی «کاشی ۳۱۳» ۱۳۹۰[۲۰]
- فیلم تلویزیونی «پلاگ» ۱۳۹۱[۲۱]
- فیلم تلویزیونی «سوار در غبار» ۱۳۹۱[۲۲]
- سریال تلویزیونی «رخنه» ۱۳۹۲[۲۳]
- فیلم تلویزیونی «پولکی» ۱۳۹۲[۲۴]
- سریال تلویزیونی «بوی بارون» ۱۳۹۲[۲۵]
- فیلم سینمایی «افسونگر (مدعی)» ۱۳۹۲ (نویسنده و کارگردان)[۲۶]
- فیلم تلویزیونی «فرشته نزدیک است» ۱۳۹۳[۲۷]
- سریال تلویزیونی «کیفر» ۱۳۹۳[۲۸]
- فیلم سینمایی «مسئله مهین، مشکل ملیحه (زخم باز)» ۱۳۹۶[۲۹]
- سریال تلویزیونی «همسرائی»[۳۰] ۱۳۹۷
- فیلم سینمایی «سلام علیکم حاج آقا (چشمان فرشته)»۱۳۹۷[۳۱](نویسنده و کارگردان)
- سریال نمایش خانگی سریال موچین ۱۳۹۹
- سریال تلویزیونی صبح آخرین روز ١۴٠٠
- سریال تلویزیونی سوجان ١۴٠۳

### بازیگری
- فیلم سینمایی «لبنان عشق من» به کارگردانی «حسن کاربخش» ۱۳۷۴[۳۲]
- فیلم سینمایی «سحرگاه پیروزی» به کارگردانی «حسین بلنده» ۱۳۷۸[۳۳]
- صبح آخرین روز(۱۴۰۰)